# وقایع رویت اشیای ناشناس پرنده یواس‌اس تئودور روزولت
وقایع رویت یوفو یواس‌اس تئودور روزولت مجموعه ای از برخورد نزدیک یا راداری با اشیاء ناشناس پرنده‌ (یوفوها) توسط خلبانان جنگنده نیروی دریایی ایالات متحده از ناو هواپیمابر تئودور روزولت است که بین تابستان سال ۲۰۱۴ و مارس ۲۰۱۵ در امتداد ساحل شرقی ایالات متحده رخ داده‌است.

## ویدیوهای منتشر شده
در اواخر سال ۲۰۱۷ و اوایل سال ۲۰۱۸، شرکتی به نام "To the Stars"، سه ویدیو فروسرخ منتشر کرد که دو ویدیوی آن توسط یک اف/ای-۱۸ سوپر هورنت از ناو هواپیمابر تئودور روزولت ضبط شده بود و ویدیوی سومی مربوط به  ناو هواپیمابر نیمیتز در سال ۲۰۰۴ بود.
این ویدیوها بخشی از مبارزات لوئیس الیزوندو، افسر اطلاعاتی سابق آمریکایی بودند که گفته بود می‌خواهد برنامهٔ کشف پرنده‌های ناشناس وزارت دفاع آمریکا، تحت عنوان برنامه شناسایی پیش از موعد تهدید هوافضایی، که یک عملیات مخفی بود را افشا کند.
دو فیلم مربوط به ناو روزولت، توسط نیویورک تایمز با فاصله چند هفته از هم منتشر شدند. در این دو فیلم، صدای پرسنل نظامی شنیده می‌شود که می‌پرسند چه چیزی مشاهده می‌کنند. نیروی دریایی صحت فیلم‌ها را تأیید، و بیان کرد که این ویدیوها، اشیاء ناشناس پرنده را نشان می‌دهند.
سوزان گوف، سخنگوی پنتاگون، تأیید کرد که این سه فیلم توسط هواپیماهای نیروی دریایی گرفته شده‌است و اینکه آن‌ها «بخشی از تعداد بیشتر حملات دامنه آموزش توسط پدیده‌های هوایی ناشناس در سال‌های اخیر هستند».

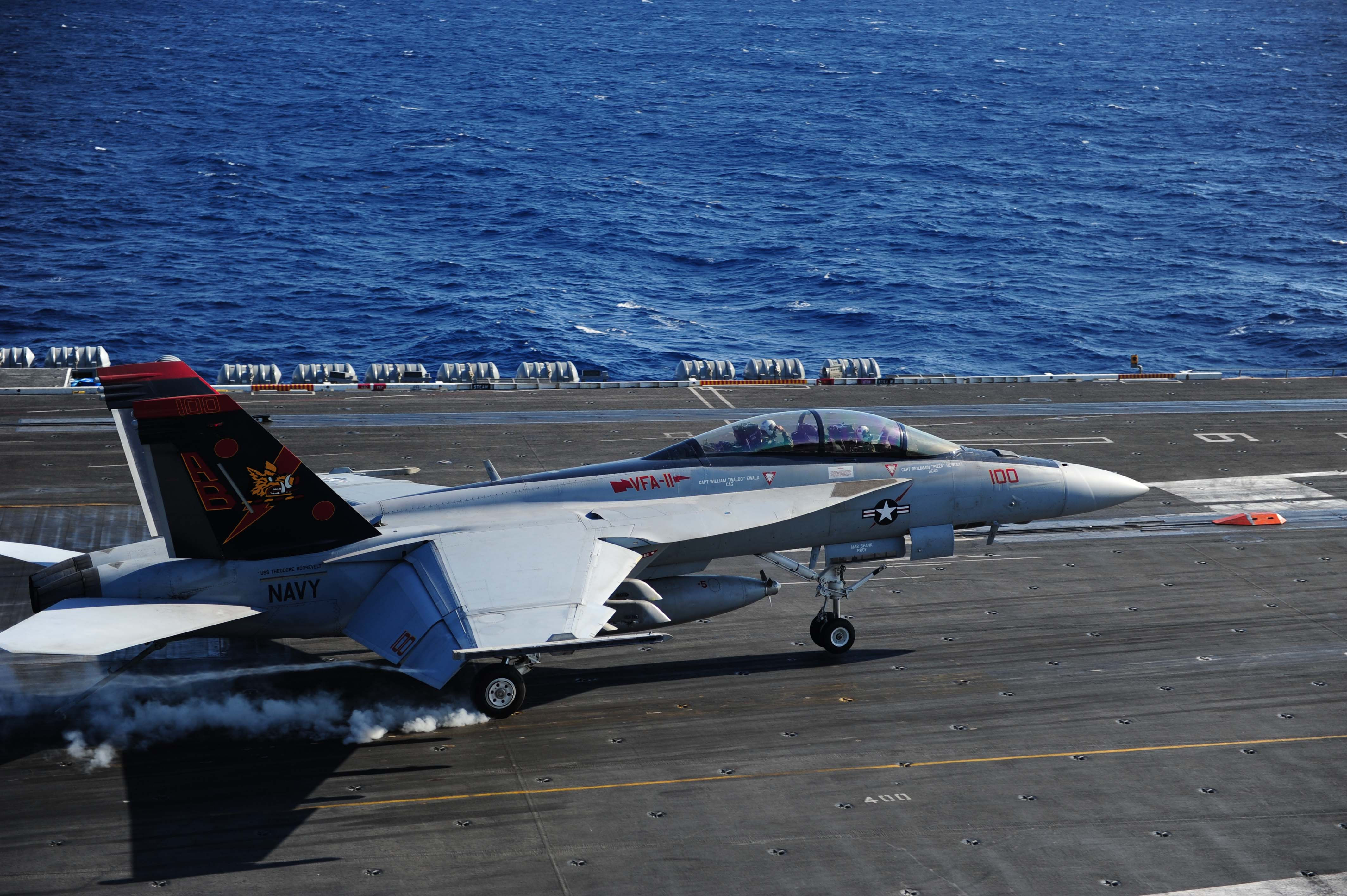
یک بوئینگ اف/ای-۱۸ سوپر هورنت بر روی عرشه ناو هواپیمابر تئودور روزولت در اقیانوس اطلس، اکتبر ۲۰۱۴